# Puig d'en Canals
El Puig d'en Canals és un petit puig de només 268 m d'altitud situat en el terme de Llucmajor, a Mallorca, prop de la carretera que uneix Llucmajor amb s'Aranjassa (Ma-19A). És l'elevació més al llevant del massís de Randa i està rodejat per la part de llevant i tramuntana pel puig de Sa Bassola, amb elevacions lleugerament superiors. En puig d'en Canals destaca dels altres perquè hi ha situat un vèrtex geodèsic.